# Upper East Side
Upper East Side er et kvarter beliggende på Manhattan i New York.
Kvarterets grænser er til syd Midtown (59th street), til nord Spanish Harlem (over 96th street), til øst East River og til vest Central Park.
I kvarteret ligger nogle af Amerikas mest prominente adresser på Park Avenue og Fifth Avenue.
Upper East Side er normalt kendt som stedet for de rige New Yorkere, men bliver også beboet af mange unge studerende, ældre og familier, som bor i den billigere del af Upper East Side, øst for Lexington Avenue. Et kvarter der også er kendt som Yorkville.
New Yorks borgmesters officielle residens, Gracie Mansion, ligger på Upper East Side.
Upper East Side betjenes af offentlig transport via den grønne Subway-linje og et utal af busser.

## Seværdigheder
- Metropolitan Museum of Art
- Guggenheim museum
- Whitney Museum of Modern Art
- Gracie Mansion
- Central Park
- Carl Schurz Park
- Cooper-Hewitt Museum
- Museum of the City of New York

40°46′09″N 73°57′56″V / 40.769166666667°N 73.965555555556°V